# Georg VI av Armenien

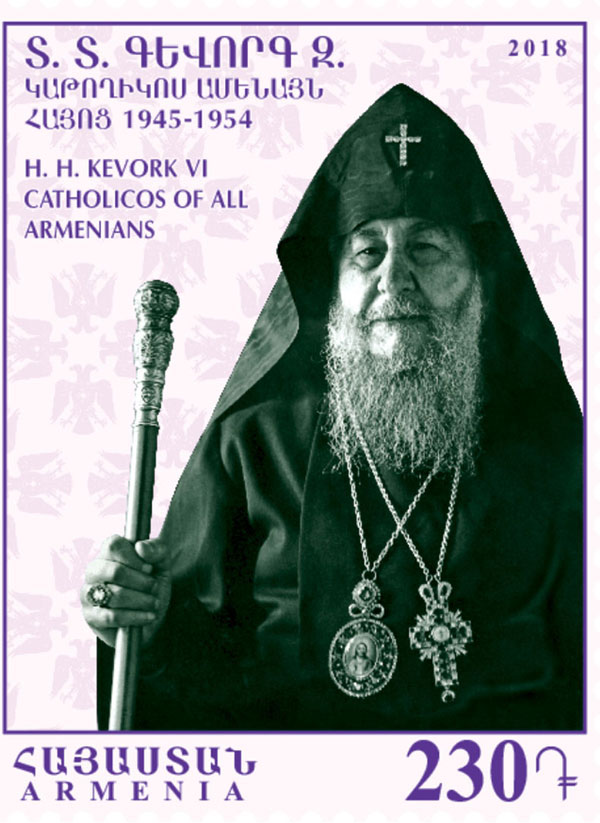
Georg VI av Armenien.

Georg VI av Armenien (armeniska: Գևորգ Զ. Չորեքչյան (Նորնախիջևանցի) Չորեքչյան (Նորնախիջևանցի), Kevork VI Cheorektjian, född 2 december 1868 i Rostov-na-Donu, död 9 maj 1954 i Etjmiadzin, var den högsta biskopen "catholicos" och andliga ledaren i den armeniska apostoliska kyrkan från 1945 till 1954.